# Hexatoma (Eriocera) pyrrhomesa
Hexatoma (Eriocera) pyrrhomesa is een tweevleugelige uit de familie steltmuggen (Limoniidae). De soort komt voor in het Oriëntaals gebied.